# Englische Spital-Renette
Englische Spitalrenette ist eine Apfelsorte, weitere Namen sind Spital-Renette, Reinette des Hospitaux, Syke-House Russet und Mennoniten-Renette.

## Herkunft
Die Sorte ist wahrscheinlich aus Frankreich nach England gekommen. Deutsche Pomologen entdeckten sie im 19. Jahrhundert und übersetzten den Namen Reinette des Hospitaux (aus England) fälschlicherweise in Englische Spitalrenette. Nach anderen Angaben im Illustrirten Handbuch der Obstkunde von 1859 entstand die Bezeichnung aus der fehlerhaften Übersetzung des Zuchtortes Sykehouse als Sicke-House in Siechenhaus und damit schließlich Krankenhaus oder Spital.

## Baum
Der Baum ist am Anfang stark wachsend, wird dabei aber nur mittelgroß. Die Sorte ist für alle Baumformen geeignet, auch für Spaliere.

## Frucht
Die Früchte sind klein bis mittelgroß und flachrund. Die Schale des Apfels ist fein und etwas rau, dabei auf der Sonnenseite manchmal etwas düster rot, der größte Teil der Schale ist mit einem feinen Rostüberzug bedeckt. Das Fleisch ist gelblichweiß, von einem guten würzigen, süßweinigen Geschmack. Reifezeit ist Anfang Oktober, die Frucht hält sich bis Januar.